# Nobutaka Machimura
Nobutaka Machimura (町村 信孝, Machimura Nobutaka), né le 17 octobre 1944 à Numazu, dans la préfecture de Shizuoka, et mort le 1er juin 2015 à Tokyo, est un homme politique japonais. 
Membre du Parti libéral-démocrate, il est ministre des Affaires étrangères du Japon de 2004 à 2005, puis du 27 août au 26 septembre 2007, avant de devenir le secrétaire général du Cabinet de Yasuo Fukuda du 25 septembre 2007 au 24 septembre 2008, tout en étant chargé du problème des enlèvements de citoyens japonais par la Corée du Nord du 25 septembre 2007 au 1er août 2008. 
Élu à la Chambre des représentants du Japon depuis 1983, d'abord pour l'ancien 1er district électoral d'Hokkaidō (1983-1996), puis pour la nouvelle 5e circonscription de cette préfecture (1996-2009, depuis 2010) et enfin à la proportionnelle dans le bloc d'Hokkaidō de 2009 à 2010, il est élu président de la Chambre des représentants du Japon le 24 décembre 2014.

## Origines, formation et carrière professionnelle
Issu d'une famille de riches propriétaires terriens d'Ebetsu, ville voisine de Sapporo sur Hokkaidō, son père, Kingo Machimura, est quant à lui un haut fonctionnaire puis un homme politique du Parti libéral-démocrate (PLD) qui a une carrière brillante puisqu'il est gouverneur (nommé alors par le pouvoir central) de la préfecture de Toyama de 1941 à 1943 puis de celle de Niigata de janvier à avril 1945 et chef de la police de Tokyo d'avril à août 1945 avant d'être à nouveau gouverneur, mais cette fois-ci élu et d'Hokkaidō, de 1959 à 1971. Il est aussi membre de la Chambre des représentants de 1952 à 1959 puis de la Chambre des conseillers de 1971 à 1992 et enfin ministre de l'Intérieur, président du Comité de la Sécurité publique et secrétaire au Développement d'Hokkaidō dans le 65e Cabinet du Japon dirigé par Kakuei Tanaka du 25 novembre 1973 au 11 novembre 1974.
Nobutaka Machimura fait sa scolarité dans des établissements prestigieux de Tokyo, successivement à l'école primaire puis au collège de l'Université Tokyo Gakugei et enfin dans le très réputé lycée métropolitain Hibiya. Il est également alors très sportif, s'intéressant plutôt au baseball (sport très populaire au Japon) au collège, puis au rugby, devenant le capitaine de l'équipe de son lycée.
Diplômé de la faculté d'économie de l'université de Tokyo en 1969, ayant également étudié pendant un an à la Wesleyan University de Middletown (Connecticut) aux États-Unis dans le cadre d'un échange universitaire, il s'engage après ses études dans une carrière de haut fonctionnaire en entrant au service du ministère du Commerce international et de l'Industrie (MITI). Il a par la suite passé deux ans au sein de la Japan External Trade Organization (JETRO) (ou organisation du commerce extérieur japonais) à New York de 1979 à 1981.

## Carrière politique

### Les débuts
En 1982, il démissionne de son poste de directeur de la Division de la planification du département du pétrole au sein de l'Agence des ressources naturelles du MITI pour se lancer en politique. Il est alors élu pour la première fois à la Chambre des représentants lors des élections législatives de 1983 dans ce qui est encore le 1er district électoral d'Hokkaidō, sous les couleurs du PLD au pouvoir. À la suite de la réforme de 1994, il est désormais élu, et depuis 1996, pour le 5e district d'Hokkaidō, à savoir l'arrondissement d'Atsubetsu à Sapporo, ainsi que les environs à l'est de cette ville. 
Son ascension politique se fait alors plutôt lentement durant les années 1980 et 1990. Il doit attendre 1989 pour obtenir son premier poste gouvernemental, tout en n'étant pas membre du Cabinet du Japon. Il est ainsi secrétaire parlementaire avec rang de vice-ministre auprès des ministres de l'Éducation, des Sports et de la Culture Takeo Nishioka puis Ishibashi Kazuya dans les 75e et 76e Cabinets du Japon dirigés successivement par Sōsuke Uno puis Toshiki Kaifu, du 3 juin 1989 au 28 février 1990. Il dirige ensuite la division des affaires culturelles du PLD de 1990 à 1992 puis celle de la Défense nationale de 1992 à 1993 et président délégué du Conseil de la Recherche politique du parti ainsi que directeur de la Commission de la Sécurité de la Chambre des représentants de 1993 à 1996. Il finit par prendre la présidence de la Commission de la Santé et des Affaires sociales à la Chambre en 1996 avant d'obtenir son premier poste au sein du Cabinet du Japon en 1997.

### Ministre de l'Éducation
S'étant surtout intéressé aux questions éducatives et culturelles, il est alors nommé par Ryūtarō Hashimoto ministre de l'Éducation, des Sports et de la Culture lors du remaniement de son second gouvernement le 11 septembre 1997. 
Lorsque Keizō Obuchi succède à Hashimoto comme Premier ministre le 31 juillet 1998, Machimura quitte le Cabinet mais reste au gouvernement en tant que secrétaire d'État auprès du ministre des Affaires étrangères Masahiko Kōmura. À partir de mars 2000, il devient un conseiller spécial des Premiers ministres Keizō Obuchi (jusqu'au 5 avril 2000) puis Yoshirō Mori (jusqu'au 5 décembre 2000), chargé de la réforme de l'Éducation. 
Lors de la formation du deuxième gouvernement Mori le 5 décembre 2000, il retrouve le poste de ministre de l'Éducation, des Sports et de la Culture qu'il cumule avec celui de directeur-général de l'Agence des Sciences et des Technologies. Après la fusion en un seul département de ces deux institutions en janvier 2001, il est alors le premier à porter le nom de ministre de l'Éducation, de la Culture, des Sports, des Sciences et des Technologies. Il se montre alors particulièrement partisan d'une réforme totale du système éducatif japonais mis en place après la Seconde Guerre mondiale essentiellement sur un modèle américain. Il critique alors ce dernier comme responsable de l'absentéisme de plus en plus important dans les établissements scolaires du fait d'un « respect déplacé de l'individualisme, d'une liberté déplacée et d'élèves ayant le droit de faire ce qui leur plait ». Il propose notamment la création d'un service civil de trois à quatre mois après la sortie du secondaire, voire d'un entraînement avec les forces d'autodéfense japonaises. 
Il se fait également connaître en tant que ministre de la Culture pour avoir tenté de faire interdire et de dissuader les cinémas de projeter le film, désormais devenu culte, Battle Royale de Kinji Fukasaku, en raison de ses images violentes.

### Un poids lourd du PLD
Il quitte le gouvernement le 26 avril 2001 pour devenir le secrétaire général par intérim du PLD jusqu'en 2002, puis prend la direction générale du bureau des élections du parti du 1er octobre 2002 au 27 septembre 2004. Il joue ainsi un rôle de tout premier plan durant la campagne des législatives de 2003, mais cette fonction le pousse également à rester alors essentiellement à Tōkyō et donc à délaisser sa propre circonscription sur Hokkaidō. S'il est réélu, sa principale opposante, la candidate du Parti démocrate du Japon Chiyomi Kobayashi, âgée seulement de 36 ans, l'avait alors talonné en obtenant 120 192 voix contre 129 035 à Machimura. Fort de cette expérience, il décide de ne pas faire la même erreur lors des élections anticipées de 2005 et fait une campagne active sur le terrain, ce qui lui permet à terme d'obtenir une très large victoire, toujours contre Chiyomi Kobayashi, en obtenant pour la première fois depuis la création de la circonscription la majorité absolue en voix (173 947 bulletins soit 54,19 % des suffrages exprimés).

#### Ministre des Affaires étrangères

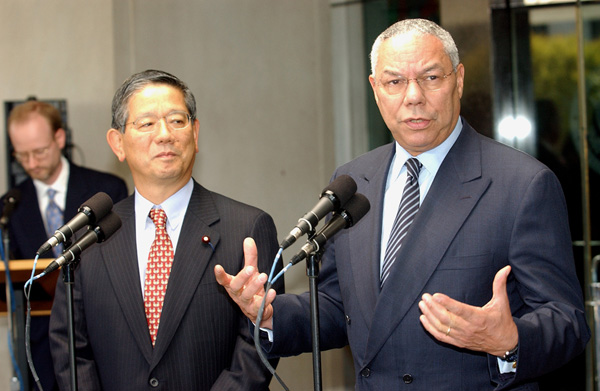
Nobutaka Machimura et Colin Powell, le 7 octobre 2005.

Il est ensuite ministre des Affaires étrangères des 88e et 89e Cabinets du Japon, à savoir les deuxièmes et troisièmes dirigés par Jun'ichirō Koizumi, du 27 septembre 2004 au 31 octobre 2005. Il doit essentiellement faire face alors à des relations sino-japonaises au plus bas, notamment du fait de la controverse concernant des manuels d'histoire japonais minimisant certains crimes de guerre commis durant la Seconde guerre sino-japonaise dont notamment le massacre de Nankin, provoquant de violentes manifestations anti-japonaises en Chine en 2005. Tout en demandant alors des excuses au gouvernement chinois pour les violences commises par certains manifestants contre des commerces ou représentations japonaises à Pékin, il s'est immédiatement rendu sur place afin de calmer la situation et de réchauffer les relations entre les deux pays.
Il quitte le Cabinet le 31 octobre 2005 tout en restant très écouté sur les questions de politique étrangère puisqu'il prend la présidence, en novembre de la même année, de la Commission de Recherche sur les Affaires étrangères du PLD. À la suite du remaniement ministériel du 27 août 2007, Shinzō Abe lui confie à nouveau le ministère des Affaires étrangères en remplacement du nationaliste Tarō Asō qui lui-même lui avait succédé en 2005. Il remplit toutefois cette fonction que moins d'un mois, le gouvernement Abe chutant le 25 septembre suivant.         

#### Chef de faction
Il est membre depuis son entrée en politique du Seiwa Seisaku Kenkyūkai (清和政策研究会), ou Seiwakai, ce qui signifie littéralement « Conseil pour la nouvelle politique Seiwa », une des factions internes du PLD, plutôt conservatrice et partisane d'une déréglementation et d'une libéralisation du service public, fondée en 1979 par Takeo Fukuda. Elle fut ainsi successivement appelée dans les médias, en fonction du nom de son leader, faction Fukuda jusqu'en 1986, puis Abe de 1986 à 1991 (du fait de Shintarō Abe, le père du futur Premier ministre Shinzō Abe), puis Mitsutsuka de 1991 à 1998 et enfin Mori de 1998 à 2006 (car alors dirigée par l'ancien Premier ministre Yoshirō Mori, à l'exception de l'année 2000-2001 au cours de laquelle Mori est Premier ministre et est donc remplacé à la tête de la faction par Jun'ichirō Koizumi).
Lorsque Mori se retire de la présidence de la faction en octobre 2006, Nobutaka Machimura est choisi pour lui succéder, ce qui fait que depuis lors le Seiwakai est généralement désigné sous le nom de « faction Machimura ». Toutefois, après la défaite du PLD aux élections à la Chambre haute de la Diète en juillet 2007 et le retour de Machimura au gouvernement, ce dernier n'est plus le seul chef de cette mouvance depuis octobre 2007. En effet, une coprésidence à trois est alors mise en place entre lui, l'ancien secrétaire général du PLD (de 2006 à 2007) Hidenao Nakagawa et le conseiller Shūzen Tanigawa. Il redevient l'unique chef de la faction en 2009. 
Quoi qu'il en soit, cette faction étant la plus importante au sein du parti depuis le début des années 2000, disposant du plus grand nombre de parlementaires et ayant donné tous les Premiers ministres de 2000 à 2008, Nobutaka Machimura est aujourd'hui l'une des personnalités les plus importantes du PLD. L'un des principaux artisans de l'élection de Yasuo Fukuda à la tête du parti et donc au poste de Premier ministre en septembre 2007 lui vaut ainsi en retour d'être nommé au poste charnière de secrétaire général du Cabinet. Tout en étant alors le porte-parole du gouvernement, il est chargé de diriger les services du Premier ministre, de coordonner les relations entre les différentes administrations ministérielles et de s'assurer des dossiers relatifs aux relations avec la Diète. Il reste en place jusqu'au 26 septembre 2008. 

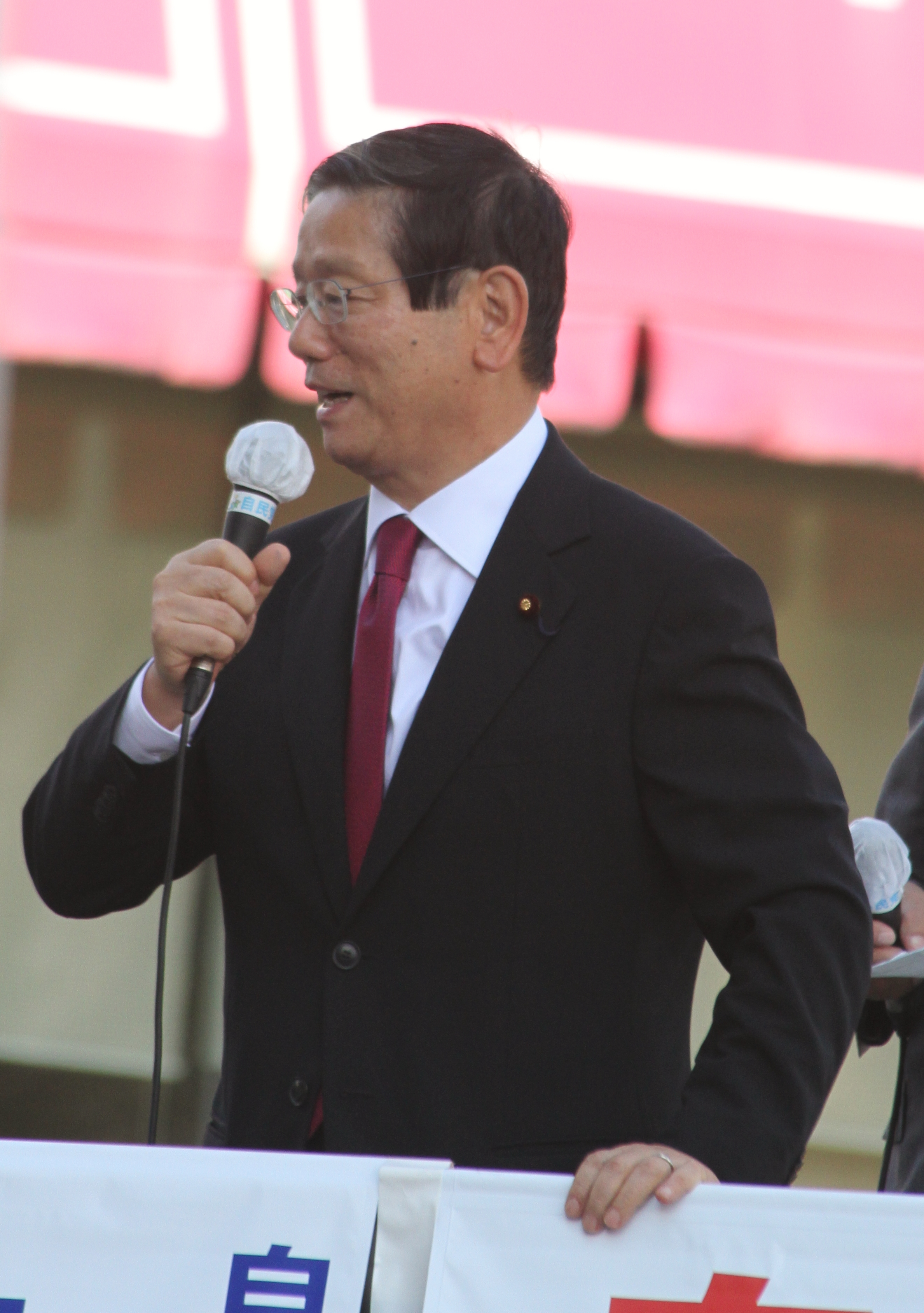
Nobutaka Machimura en campagne pour la présidence du PLD le 16 septembre 2012

Lors des élections législatives du 30 août 2009, marqué par la victoire de l'opposition emmenée par le PDJ, il connaît sa première défaite électorale en étant battu dans sa circonscription par la candidate démocrate Chiyomi Kobayashi. Il est néanmoins réélu grâce au scrutin à la proportionnelle. Il démissionne le 1er octobre 2010 pour se représenter au scrutin uninominal majoritaire à un tour dans le 5e district de Hokkaidō, à l'occasion d'une élection partielle devant se tenir le 24 octobre suivant, Chiyomi Kobayashi ayant dû quitter son siège à la suite d'un scandale politique. Son nouvel adversaire du PDJ, Shigeyuki Nakamae (38 ans, jusque-là haut fonctionnaire au ministère des Transports), souffrant d'un déficit de notoriété face à lui, Nobutaka Machimura retrouve ainsi la circonscription qu'il avait perdue en 2009 avec 125 636 voix et 52,27 % des suffrages exprimés (mais un score en nombre de votes inférieur à celui qu'il avait obtenu l'année précédente, la participation étant alors nettement plus faible). Lors de sa campagne, il critique notamment l'administration démocrate au sujet des affaires de financement politique ayant touché Chiyomi Kobayashi mais également certains de ses dirigeants comme Ichirō Ozawa ou Yukio Hatoyama, ainsi que pour sa gestion d'une crise diplomatique avec la Chine au sujet d'un différend territorial sur les îles Senkaku.
Le 1er septembre 2012, il annonce lors d'un rassemblement à Sapporo sa volonté de se porter candidat à l'élection du président du PLD organisée le 26 du même mois. Il déclare vouloir « faire du Japon une Nation forte à nouveau et rendre les hommes politiques plus responsables vis-à-vis des besoins du peuple ». Il apparaît ainsi comme un nouvel adversaire au sortant Sadakazu Tanigaki (qui, face à la perte successive de ses soutiens, décide de se retirer de la course le 10 septembre), mais aussi à un autre poids lourd de sa propre faction, l'ancien Premier ministre Shinzō Abe. Pendant la campagne, il est hospitalisé en raison d'un « problème soudain de santé », s'étant trouvé mal la veille après son retour d'un meeting à Kōbe et se plaignant de « douleurs à la poitrine ». Apparaissant devant les médias en fauteuil roulant le 22 septembre, il déclare souffrir d'une sorte de « syndrome de la classe économique », avec des douleurs et la formation de caillots sanguins dans ses jambes. S'il annonce à cette occasion devoir interrompre toutes ses activités de campagne au moins jusqu'au 24 (y compris sa participation à un débat télévisé entre les candidats le 23) mais qu'il maintient malgré tout sa candidature. Le jour du scrutin, il n'obtient que 34 voix, soit le quatrième et avant-dernier score, venant loin après Shigeru Ishiba (199 votes), Shinzō Abe (141 voix, il est élu au second tour face à Shigeru Ishiba) et le secrétaire général sortant du parti Nobuteru Ishihara (96 votes), ne devançant que Yoshimasa Hayashi. 27 parlementaires sur 197 exprimés ont notamment voté pour lui, soit seulement 7 de moins que pour Ishiba mais la moitié de ceux ayant soutenu Abe ou Ishihara. Enfin, il ne récolte que 7 bulletins de délégués des militants des fédérations préfectorales, sur 300.

#### Président de la Chambre des représentants
Le 24 décembre 2014, Nobutaka Machimura est élu président de la Chambre des représentants du Japon pour la quarante-septième législature issue des élections législatives anticipées du 14 décembre précédent ; il succède à Bunmei Ibuki. Néanmoins, à cause de problèmes de santé récurrents, il est contraint de diminuer ses activités publiques avant de céder finalement son poste à Tadamori Ōshima. Quelques semaines plus tard, le 1er juin 2015, Machimura meurt à l'âge de 70 ans.

## Positionnement politique
Nobutaka Machimura est généralement considéré comme un conservateur sur le plan social et budgétaire, et comme un libéral sur le plan économique. Contrairement à de nombreux membres de sa faction, dont Shinzō Abe, il fait partie des « colombes » pro-chinoises du PLD, que le politologue Keiko Hirata qualifie également de « mercantilistes ». Ceux-ci estiment souvent que la constitution n'a besoin d'être révisée que superficiellement et qu'une interprétation pragmatique de cette dernière ne rend par les Forces d'autodéfense anticonstitutionnelles, et défendent en politique étrangère le maintien des grandes lignes de la « doctrine Fukuda » tout en y ajoutant la défense du multilatéralisme (faire des « contributions à l'ordre mondial » par la coopération avec les autres économies avancées, l'aide au développement et la défense de l'équilibre monétaire international) et la coopération asiatique (surtout avec la Chine, la Corée du Sud mais aussi la Corée du Nord, en recherchant des solutions diplomatiques aux conflits territoriaux ou en les mettant de côté pour se centrer sur la coopération économique, et en reconnaissant voir en s'excusant pour les crimes de guerre du Japon Shōwa, les partisans de cette politique étant surnommés par les médias les « Asianistes » ou la faction pro-Chine, shin-Chuha). 

### Principes politiques généraux
Voici les grands thèmes qu'il entend défendre en politique, tels que détailler sur son site internet :
- Conservatisme : « Rechercher des idéaux élevés tout en maintenant des valeurs traditionnelles ».
- Libéralisme : « Créer une économie qui excelle dans ce nouveau siècle ».
- Nationalisme modéré : « Construire une nation stable et civilisée ».

Il traduit alors ces grands principes en cinq objectifs principaux : 
- Nation et citoyenneté : « La reconstruction d'un esprit public et éthique auprès des citoyens, ainsi que de la nation ».
- Diplomatie : « Le maintien d'une paix mondiale et la résolution des grandes crises internationales ».
- Éducation et culture : « Une éducation culturelle et spirituelle des individus et des communautés ».
- Économie : « La promotion d'une économie fondée sur une industrie de base et les technologies avec de meilleures perspectives d'emploi ».
- Social : « Le renforcement des communautés de personnes âgées et des sociétés d'assistance sociale typiques du Japon ».

### Sa prise de position concernant les OVNI
Nobutaka Machimura a fait le tour de la presse internationale lorsqu'il a admis, lors d'une conférence de presse officielle, le 18 décembre 2007, qu'il croyait « de manière définitive » que les OVNI existaient, contredisant de fait la réponse officielle donnée par le gouvernement à une question d'un député de l'opposition et qui faisait état que « rien ne pouvait confirmer » leur existence. Il est le premier membre d'un gouvernement au monde à faire une telle déclaration. Il est suivi quelques jours plus tard par l'un de ses collègues, le ministre de la Défense Shigeru Ishiba, ce dernier appelant à la nécessité de définir un plan d'intervention des Forces d'autodéfense japonaise en cas d'attaque extraterrestre.